# Relevez le défi
Relevez le défi était un jeu télévisé québécois animé par Gaston Lepage et diffusé sur les ondes de Télévision Quatre Saisons de 1993 à 1995.

## Concept
À chaque émission, des participants provenant du public énoncent un défi qu'ils souhaitent relever et en combien de temps ils doivent le réaliser. Qu'ils réussissent ou non, ils ont la chance de participer à un jeu de hasard pour gagner un prix. À la fin de l'émission, tous les concurrents participent au jeu final, plus difficile que le jeu de hasard auquel ils ont joué plus tôt. S'ils le réussisse, ils remportent un grand prix qui variait d'une émission à l'autre.

## Historique
Le 20 août 1993, TQS annonce qu'un nouveau jeu télévisé, intitulé Relevez le défi, sera diffusé dans sa grille-horaire 1993-1994. L'émission est présentée comme étant accessible à un large public, où des participants doivent réussir un truc d'habileté dans un volet "variétés", avant de participer à un volet "jeu". Il est également annoncé que l'émission sera diffusée du lundi au vendredi à 16 heures à compter du 31 août 1993, et qu'elle durerait 45 minutes.
Relevez le défi connait un vif succès et est même devenue l'émission la plus regardée de TQS. Plus de 800 défis ont été relevés durant la première saison. 
En juin 1994, l'émission est renouvelée pour une deuxième saison. Le premier épisode sera diffusé le 12 septembre 1994. L'émission prendra fin le 29 avril 1995. Des rediffusion seront à l'antenne jusqu'au 2 septembre 1995.